# Armet

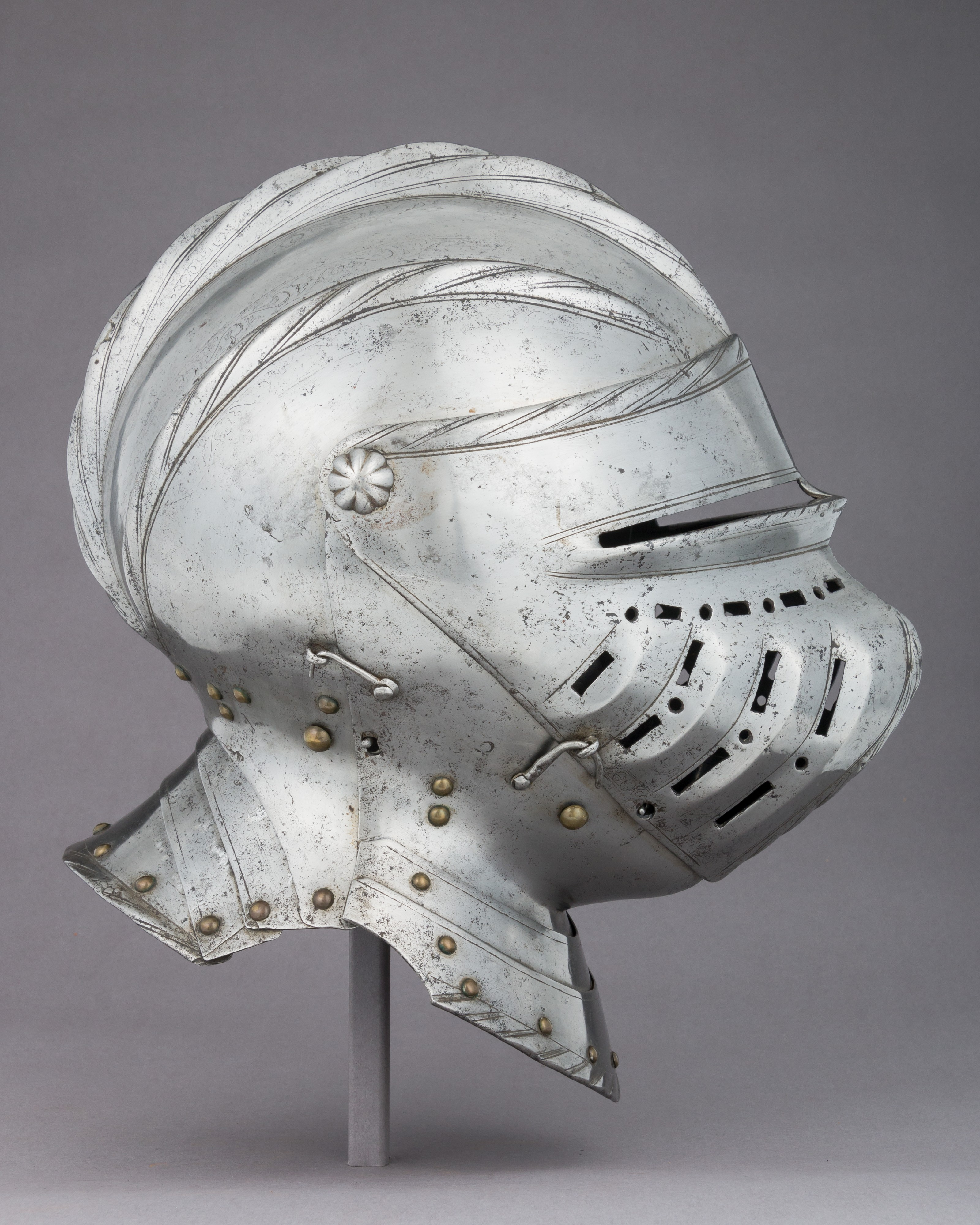
Armet niemiecki, XVI w.

Armet – wywodzący się z Włoch hełm zamknięty w typie przyłbicy. Używany w XV i XVI wieku przez ciężkozbrojne rycerstwo. 
Armet stanowił istotną część zbroi płytowej. Charakteryzował się kulistym dzwonem, zazwyczaj zwieńczonym granią lub małym grzebieniem. Hełm całkowicie zakrywał głowę i szyję, jednak co istotne, wyposażony był w podnoszoną zasłonę twarzy oraz rozpinane zasłony policzków, co umożliwiało użytkownikowi indywidualną konfigurację osłony.
- Przykładowe sposoby łączenia elementów armetu umożliwiające konfigurację osłony:

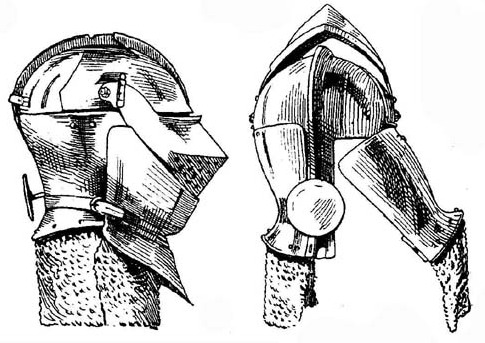
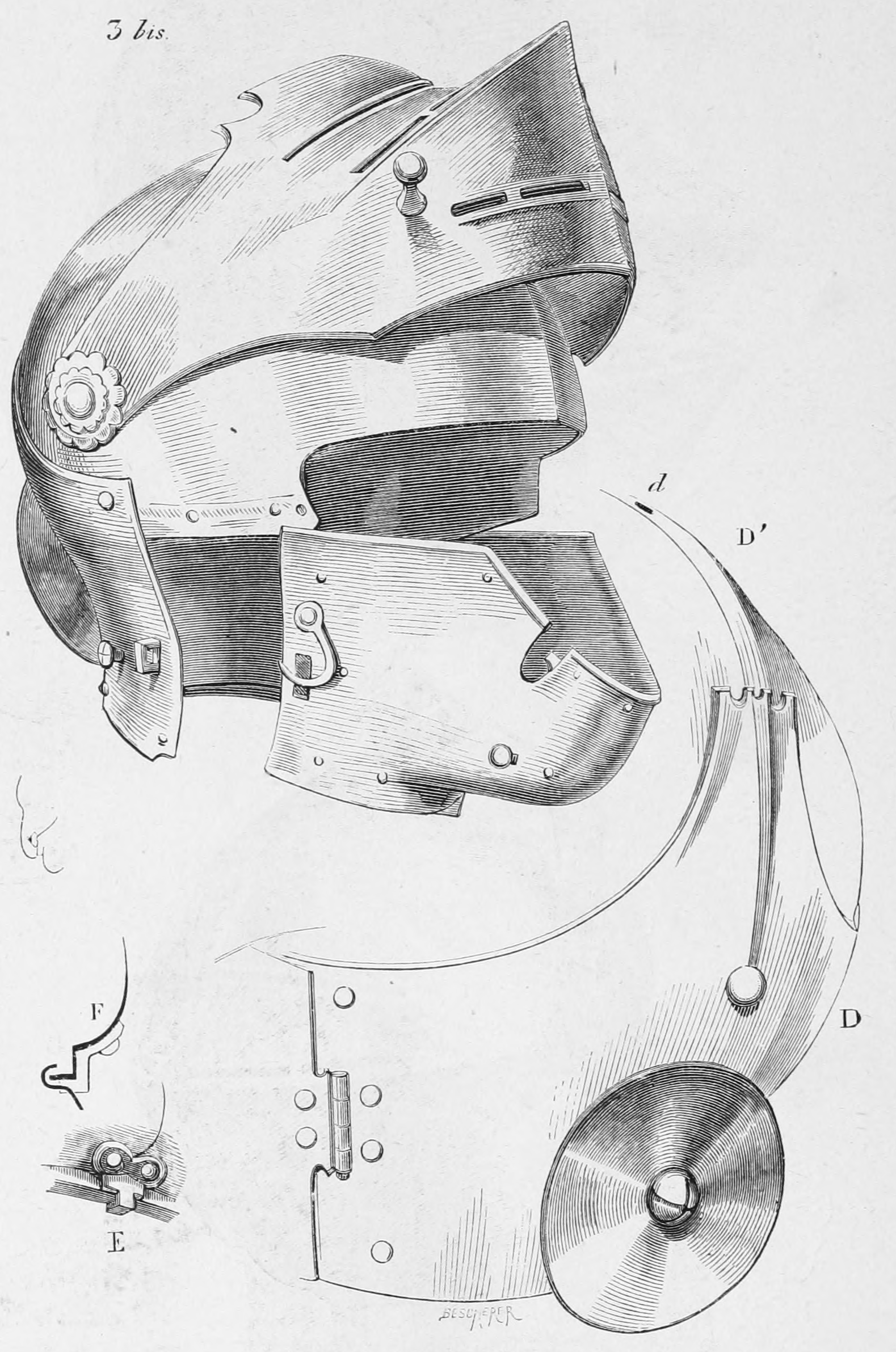
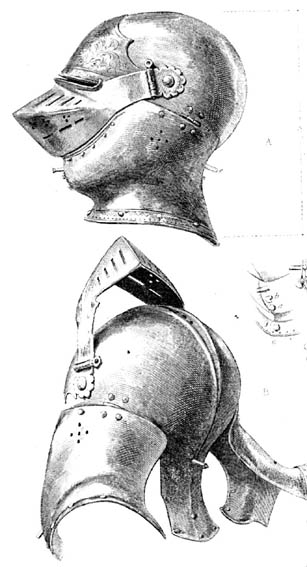